# Xã Tappen, Quận Kidder, Bắc Dakota
Xã Tappen (tiếng Anh: Tappen Township) là một xã thuộc quận Kidder, tiểu bang Bắc Dakota, Hoa Kỳ. Năm 2010, dân số của xã này là 91 người.